# ジンベエザメ

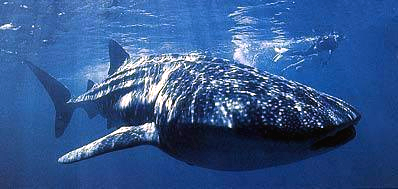
ジンベエザメとダイバー

ジンベエザメ（甚兵衛鮫、甚平鮫、Rhincodon typus）は、テンジクザメ目ジンベエザメ科に属する唯一のサメ。ジンベイザメとも。サメや軟骨魚類としてのみならず、すべての魚類の中で現生最大の種で、鯨類以外での最大の動物（「生物に関する世界一の一覧#魚類」「1 E1 m」も参照）。
世界中の熱帯・亜熱帯・温帯の表層海域に広く分布する。動きは緩慢であり、基本的には人にとって危険性の低いサメである。
食べ物は巨体に似合わず大量のプランクトン。

## 分布
世界中の熱帯・亜熱帯・温帯（緯度±30°以内）、その表層海域に生息し回遊するが、ラグーン、珊瑚環礁、湾内にも入り込む。河口付近で見られることもある。特定の海域に留まる傾向の見えるメスに対し、オスは広い海域を回遊する。ジンベエザメは基本的に単独性であり、餌が豊富な海域でない限り集団を形成しない。現在の生息数の実際については必ずしも明確ではない。日本近海には初夏から秋にかけて回遊する

## 形態

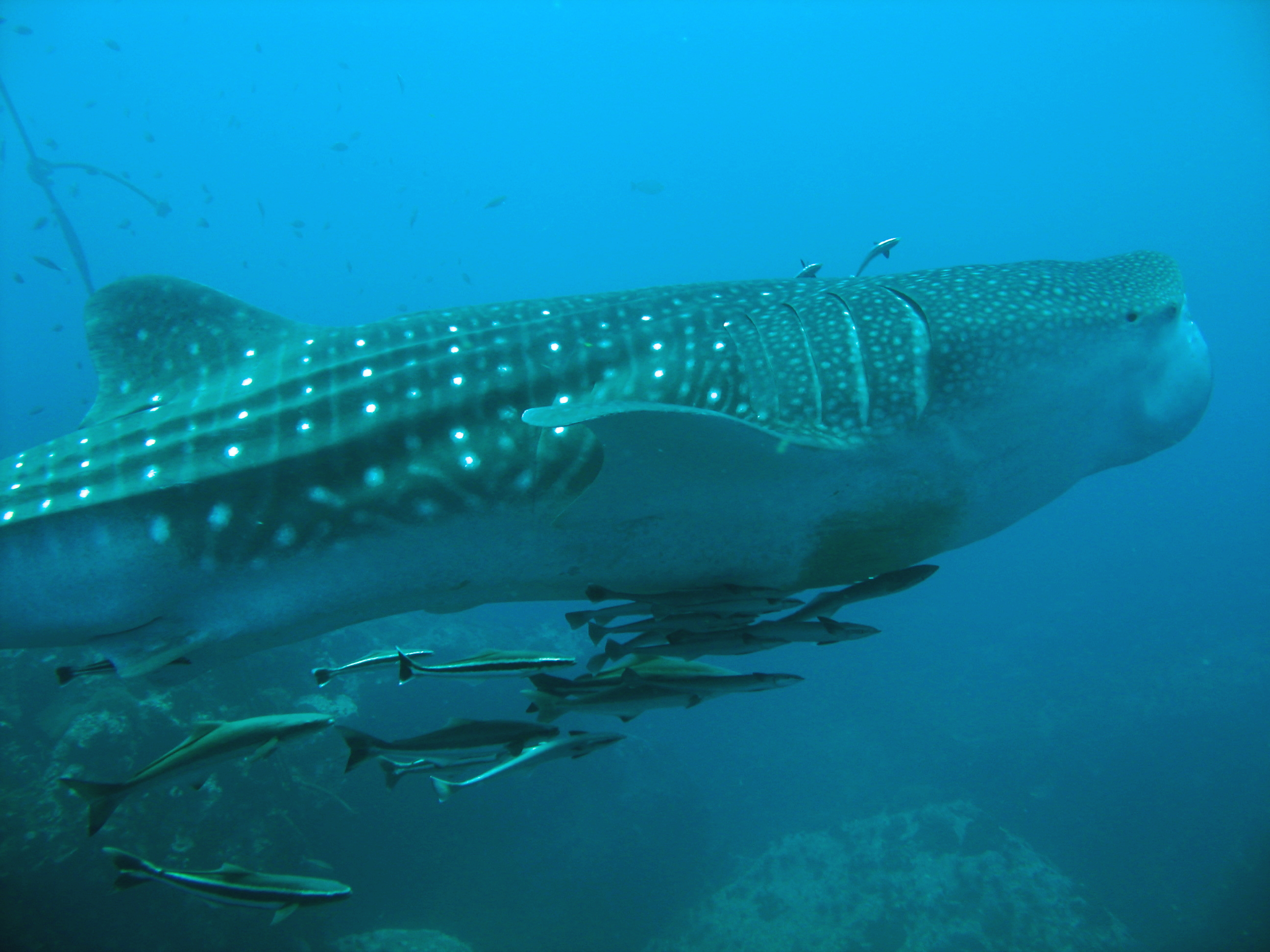
模様は格子に点の組み合わせという独特のもの

最大全長20m。現在、個体記録の信頼に足る最大値は、2001年にアラビア海で座礁した体長約18.8 mの雌である。以前にセイシェル諸島やインドのマハーラーシュトラ州にて21 mのものが報告されたが、これは正確な計測による数値ではない。体重は20t。
体形は紡錘形。体の幅は頭部で最も大きく、通常1.5 m程度である。扁平な形の頭部を持ち、その正面の両端（口の端の近く）に小さな眼がある。横幅が最大で1.5 mほどにもなる大きな口の中には、細かな歯が300-350本、列をなしている。5対の鰓裂（さいれつ）は胸鰭原基（胸鰭の始まり）の上前方にある。
体色は、腹部は白に近い灰色で、それ以外の全ての部分は色合いが濃く灰青色である。頭部・胸鰭・尾鰭には淡黄色の斑点を、胴部には白い格子の中に淡黄色の斑点が配された独特の模様を持っており、西欧ではチェス盤の模様に喩えられる。さらにこの模様には、個体ごとに個性が見られ、観察するにあたっての個体識別にも大いに役立つ。皮膚組織は分厚く、その厚みは最大値でおよそ10 cmにもなる。
成体の尾鰭は普通は半ば三日月形（下部がやや小さい）、ときに三日月形であるが、若い個体のそれは下部が目立たず、上部だけが大きいという特徴を持つ。

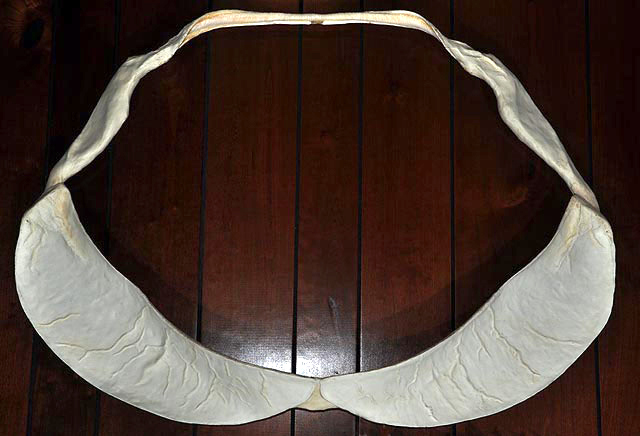
顎骨
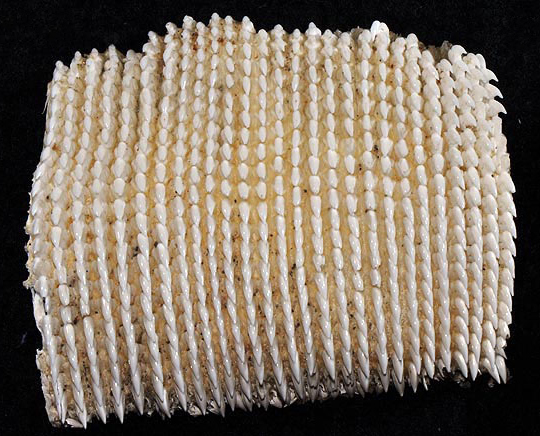
歯
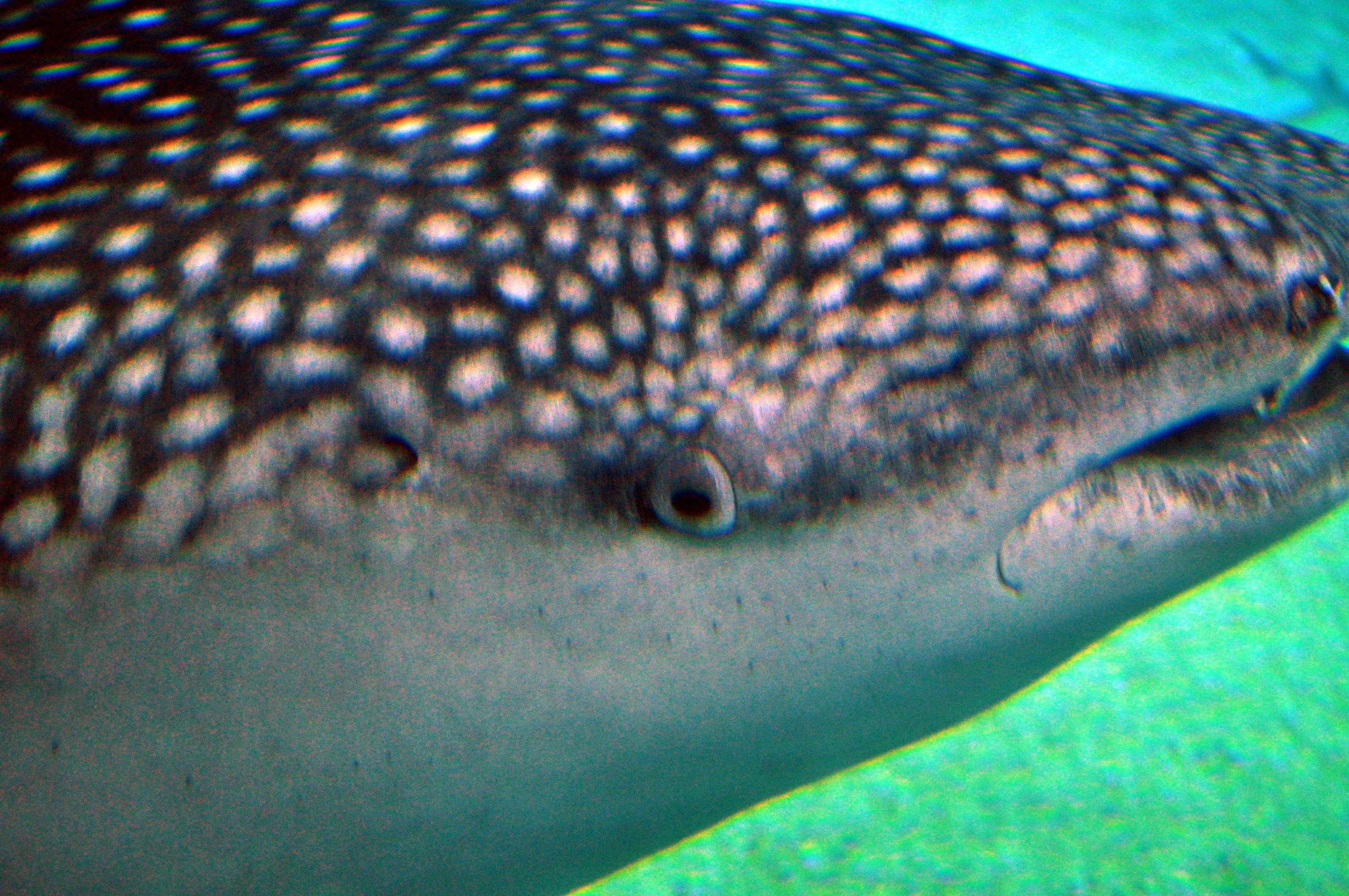
目
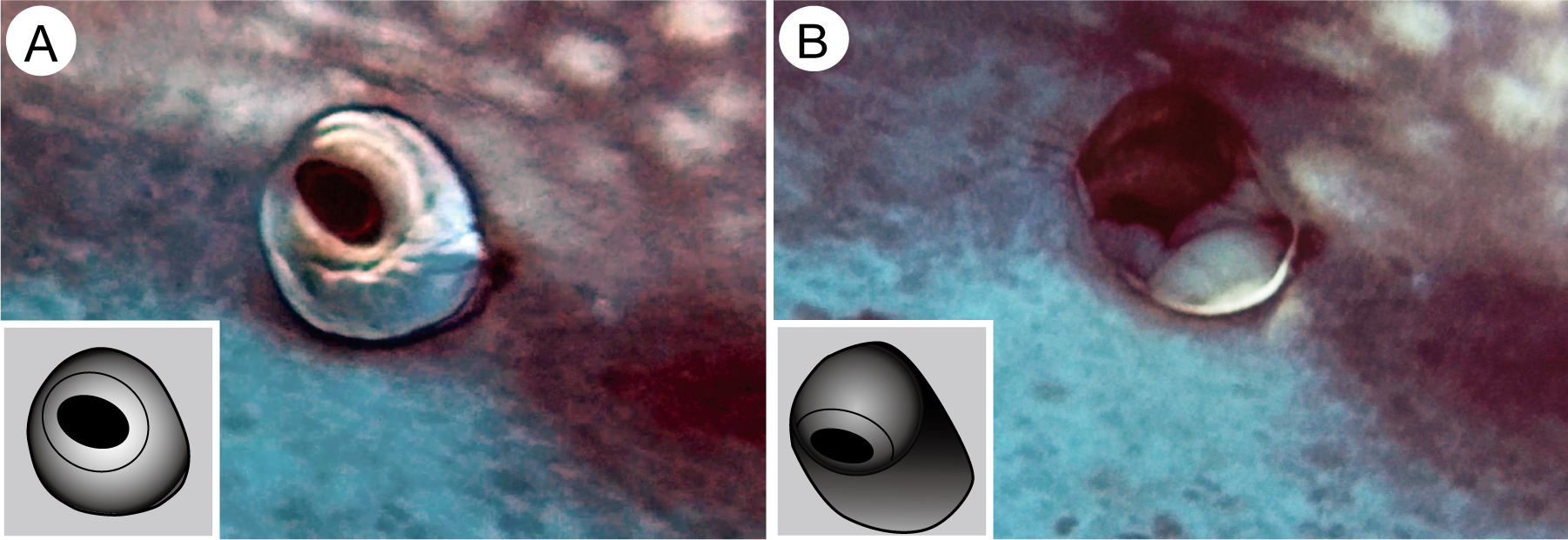
白眼が鱗で覆われた目、(→)目をひっこめた状態[10]。
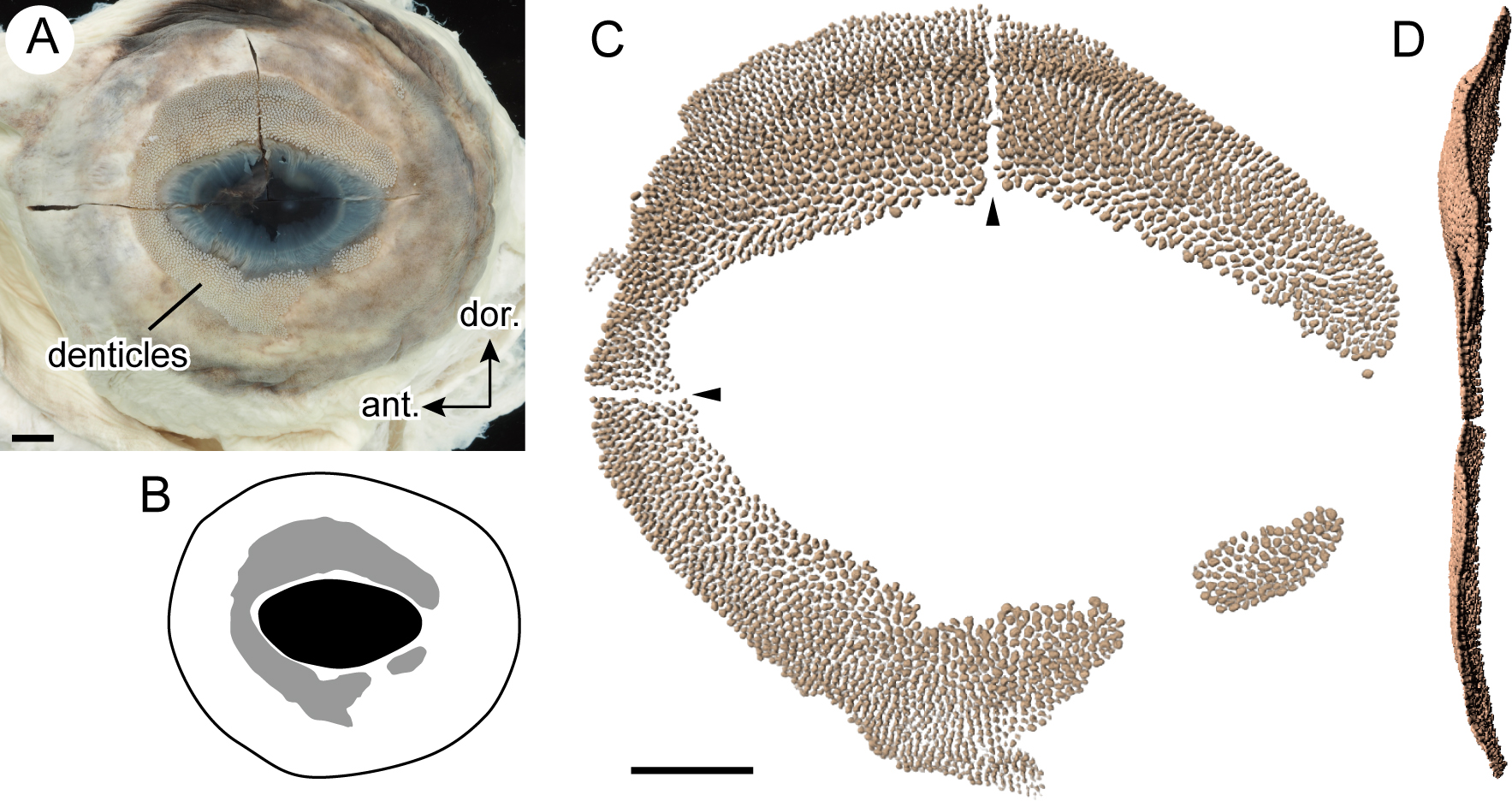
目の周りの鱗のCT画像など
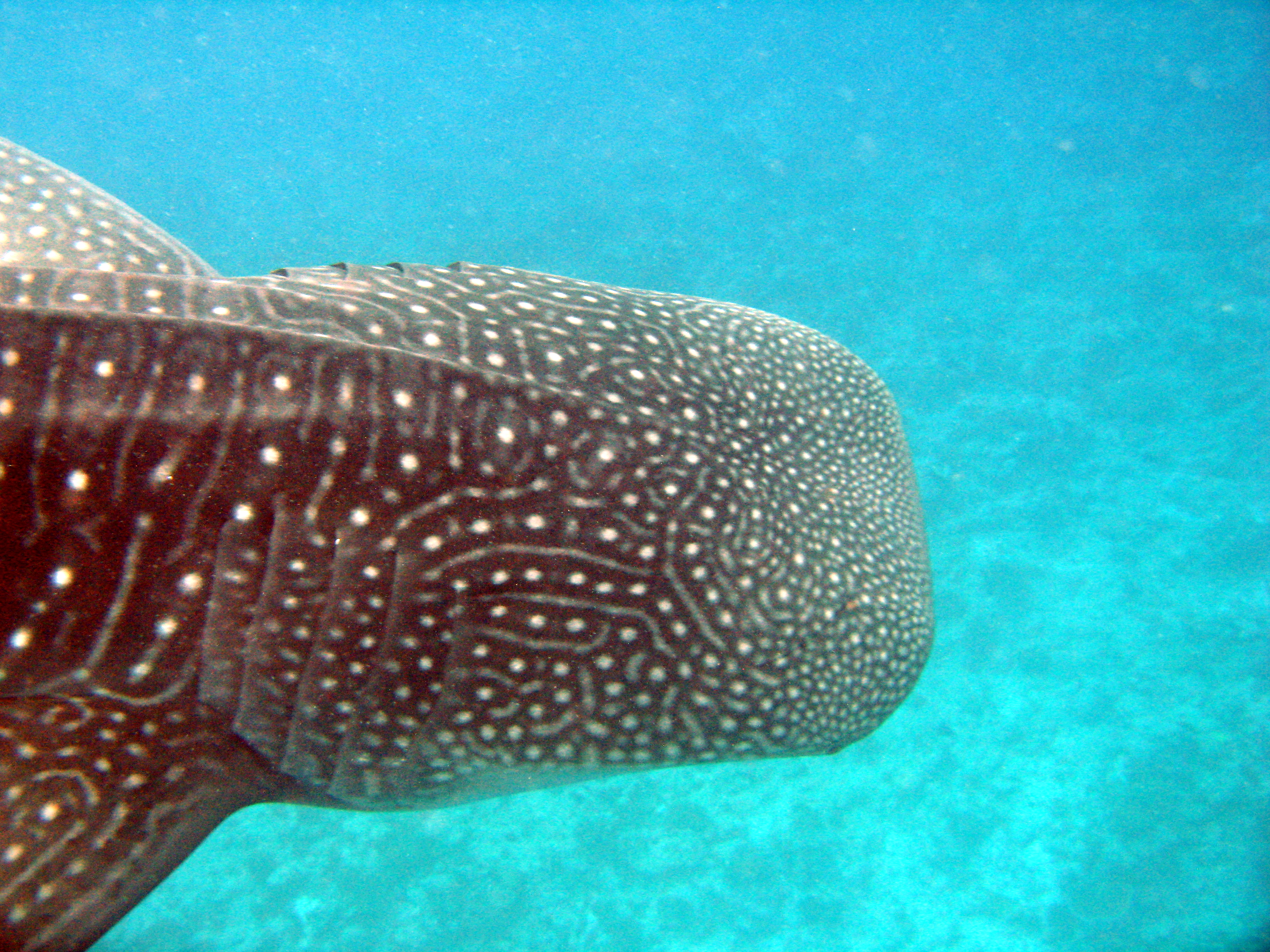
頭を頭上から撮影
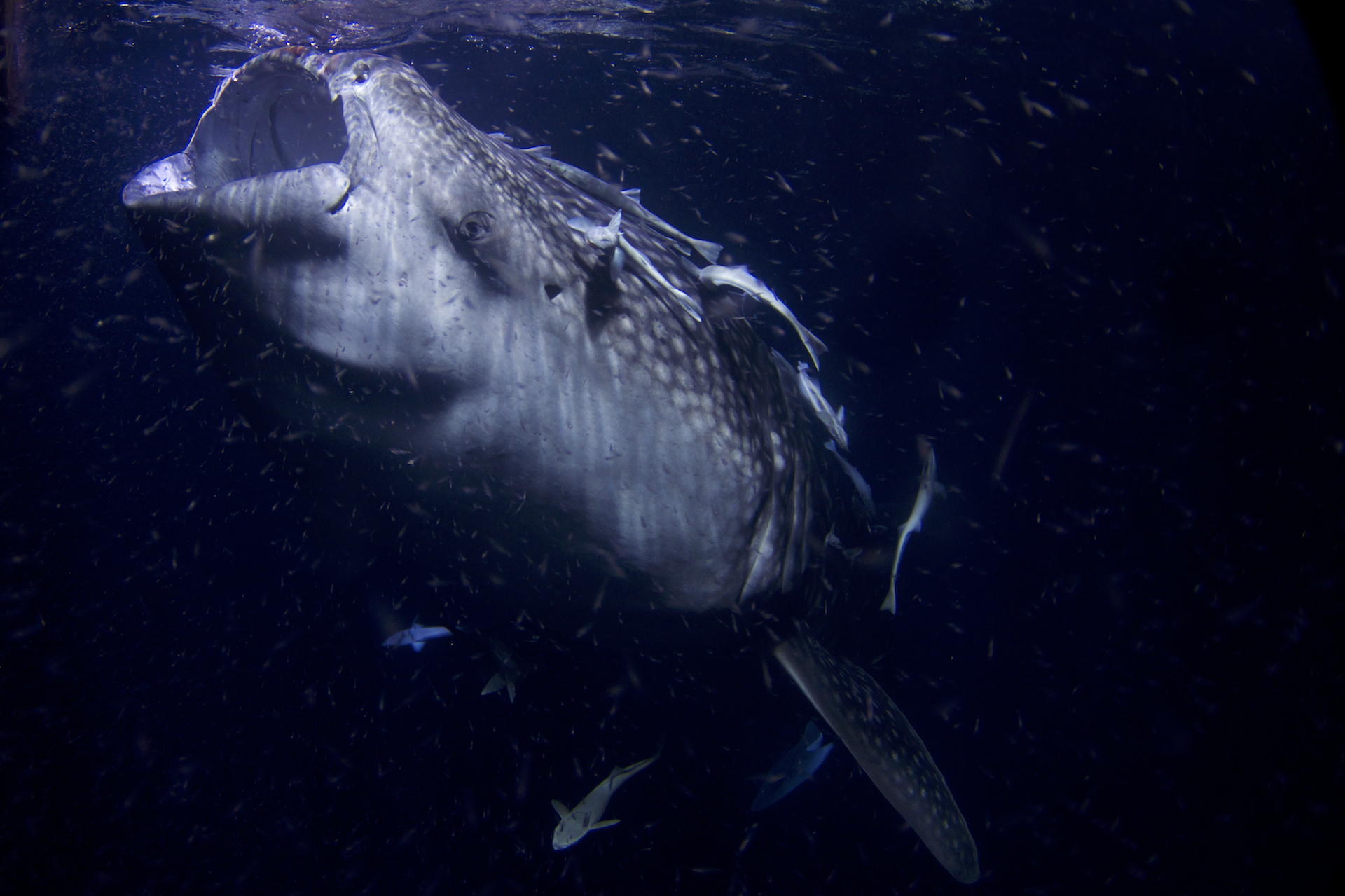
海面近くに浮遊するプランクトンを濾過摂食している。

## 分類

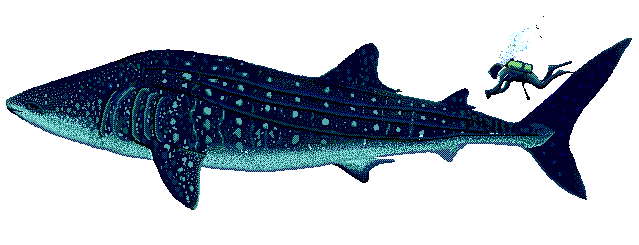
ジンベエザメとヒトの大きさ比較

属名 Rhincodonは、古代ギリシア語で「吻・鼻面」の意があるrhincosと「歯」の意があるodousに由来する。
本種は1828年4月、南アフリカ・ケープタウンのテーブルベイ（英語版）にて捕獲された約4.6mの標本を以て、英国人生物学者アンドリュー・スミス により、分類・記載された。本種が属するジンベエザメ科はジンベエザメの1属1種のみで構成される。
ジンベエザメ（種）は、約6,000万年前（新生代古第三紀暁新世中期〈セランディアン〉）に登場したと考えられている。K-T境界で絶滅した大型の海棲爬虫類のニッチを埋める形で進化したものと推測される。

## 生態

### 食性
プランクトン（オキアミを含む小型甲殻類やその幼生、頭足類の幼生など）のほか、小魚、海藻などを摂食する。海水と一緒にそれらの生物を口腔内に吸い込み、吸い込んだ水の中から微細な生物だけを濾し取り食べるための櫛（くし）状の器官である鰓耙（さいは）で濾し取り、鰓裂から水だけを排出し、残った生物を呑み込むという摂食方法である。プランクトンは海面付近に多いため、ジンベエザメも海面近くでほとんどの時間をすごす。サンゴの産卵期にはその卵を食す。カリブ海では夏場のタイセイヨウヤイトの産卵時期に集結することが報告されている。
海面付近に漂う餌を効率よく口内に吸い込むために、体を垂直近くにまで傾ける習性が見られる。このため、大きな個体を飼育する沖縄美ら海水族館では、ジンベエザメの成熟した個体がそのような姿勢をとるに十分な大水槽の水深を10 mとしている。
本種とイワシ等の小魚はともにプランクトンを主食としているため、両者は同じ海域に餌を求めることが多い。小魚やその小魚を餌とする中型の魚はカツオやマグロといった大型回遊魚の餌であるから、本種のいる海域には大型回遊魚の群れがいる可能性も高くなる。これに関連する民俗的事象については「人間との関係」の項を参照のこと。マグロはジンベエザメに常に付いてまわる訳ではない。

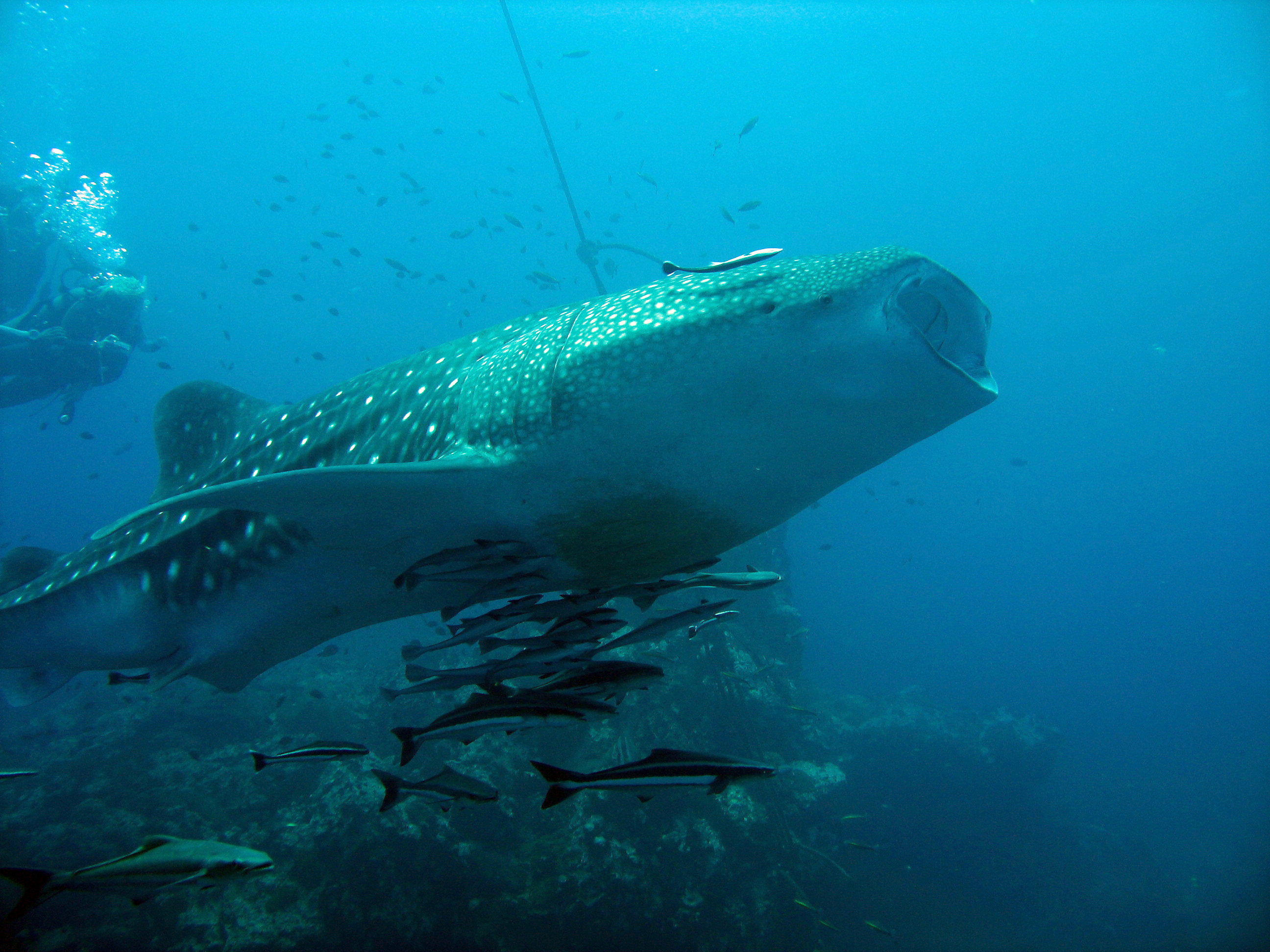
回遊しながらプランクトンを摂食するジンベエザメ（周辺の小魚はコバンザメ）

濾過摂食動物は生態ピラミッドの最低位にあるプランクトンを主食とする低次消費者のニッチ（生態的地位）である。しかし、動物史上では、この地位にこそ最大級の種が含まれていることが多い。濾過摂食性のニッチの占有者は生態系の中で常に存在していたはずであり、ときに最大級の種の存在が確かめられる。軟骨魚類としてはジンベエザメやウバザメ、オニイトマキエイなどがその好例であり、海生動物全体ではヒゲクジラ類が筆頭に挙げられる。また、過去の時代では中生代の一時期を生きた硬骨魚類のリードシクティスが、シロナガスクジラに迫る史上最大級の動物である。
成体の天敵は特に存在しないが、2024年には若い個体がシャチに捕食される動画が撮影されたことがある。

### 動作
動きは緩慢で、止まることができず、遊泳速度は平均4 km/h、最大でも13 km/h程度である。年に5000kmくらい泳いでいる。
95％の時間を有光層 (<200 m) で過ごすが、日中から日暮れまで定期的に500m以上（確認された最大深度で1,928 m）の深海へ潜る。潜る際にはstutter stepsと呼ばれる特徴的な行動が見られる。この研究を行った研究者は、stutter steps中は餌探しを行っていたのではないかと考えている。また3日以上50m以上の深度にいることもあり、常に表層にいるわけではないことが判明してる。頻繁に潜ることから、｢ヨーヨーダイブ｣とも呼ばれ、深く潜る理由として餌探しのほか、(2)30℃以上を超える水温を避けるため、（3）泳がなければ沈んでいくため沈みながら距離を稼ぐ長距離移動のため、(4)寄生虫を取り除くため等が仮説として挙げられている。

### 感覚器
目の直径が全長の1％未満とかなり小さく、視覚情報の処理を行う中脳も比較的小さいことから視覚は良くないと考えられてきたが、近距離のダイバーを目で追ったり、深海でも微弱な青の光をとらえる受容体を持つことが確認されている。

### 性格
性格はいたって温厚で、人が接近しても危険性は低い。非常に臆病で、環境の変化に弱いため、飼育は難しいとされる。大阪市の海遊館や沖縄県の国営沖縄水族館（現・沖縄美ら海水族館）などで長期の飼育記録がある。

### 繁殖
繁殖についてはあまり分かっていないものの、数年に一回の割合でしか出産しない繁殖力の低い動物である。かつては卵生であると信じられていたが、1995年に台湾で全長10.6m、体重16トンの妊娠中のメスが捕獲され、約60cmに成長した生まれる直前の稚魚が307尾見つかり卵胎生であることが判明した。卵は長径30 cm、短径9 cmに達するものもあり、メスの胎内で孵化した後、40 cmから60 cmに達した状態で出産される。約30年で成熟し、60年から70年ほどを生きる。なかには150年を生きるとの説もある。

## 人間との関係

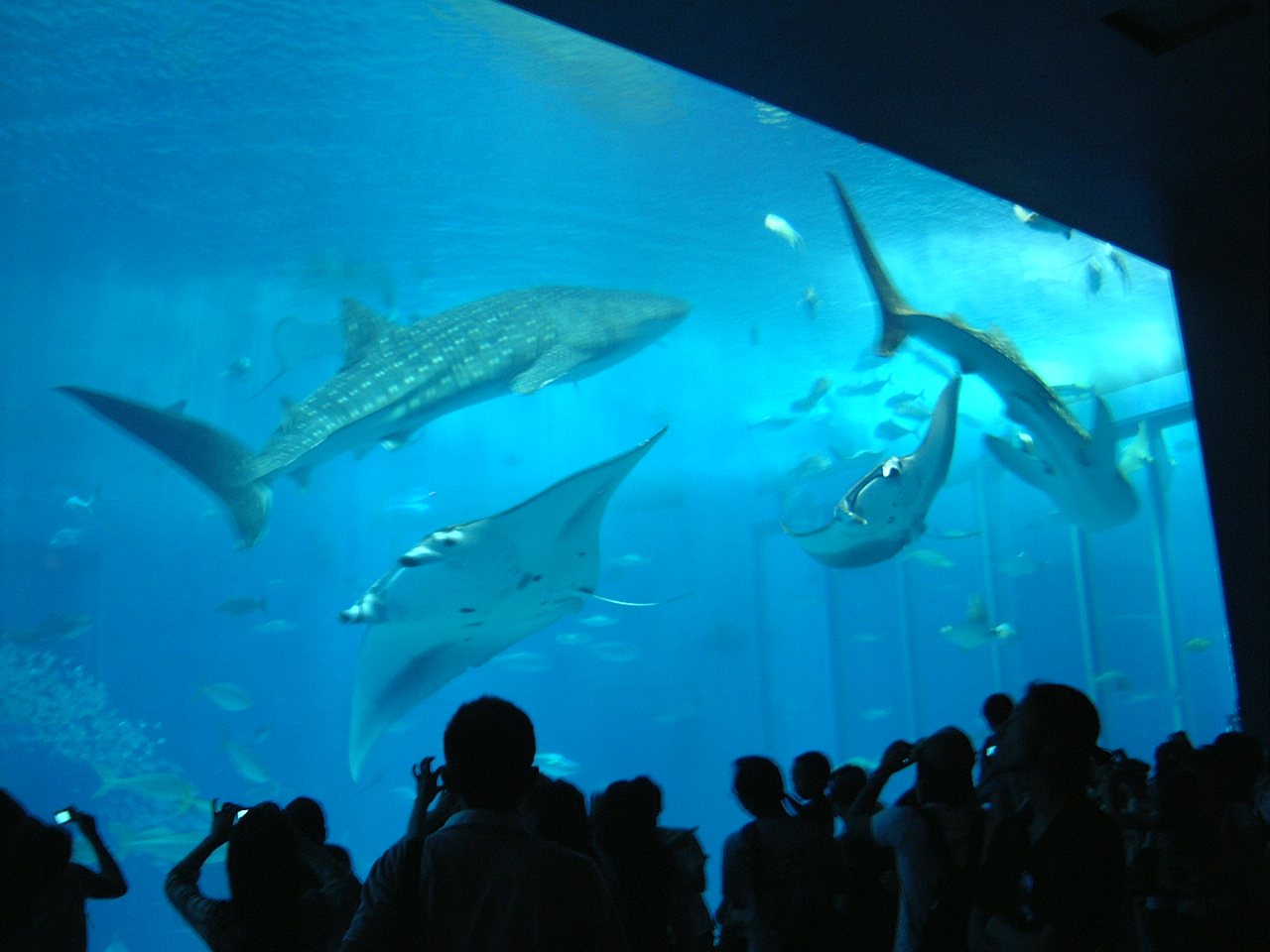
ナンヨウマンタと共に展示されているジンベエザメ（沖縄美ら海水族館）

本種を対象とした漁業および他の魚種を対象とした漁法による混獲などにより生息数は減少している。船舶のスクリューによる傷害、観光による攪乱、原油流出などの海洋汚染などによる影響も懸念されている。2003年にワシントン条約附属書IIに掲載されている。
前述のように、ジンベエザメの周囲には常にイワシやカツオ等の大小の魚類が群れている。日本ではこの関係が経験的に古くから漁師に知られ、本種は地域によっては大漁の吉兆とされ、福の神のように考えられてきた。「えびすざめ」（生物学上実在するエビスザメとは無関係）という関東方言による呼称などはまさにこのことを表すものであるし、その他の各地でも「えびす」「えべっさん」などと呼ばれて崇められてきた漁業神には、クジラ類だけでなくジンベエザメもその正体に含まれているという。そして、この信仰は現在も活き続けており、祠（ほこら）は大切に守られている。「生態」の項、および、「えびす」の「クジラ（海神・漁業神）としての変遷」の項も参照。
逆に巨体で力が強く（これはサメ全体に共通するが）やすりのような皮膚を持つため、小舟が触れると転覆や破壊につながるため漁夫から恐れられていた。
宮城県金華山沖に出現するという伝承が残る海の怪「ジンベイサマ」は、その正体がジンベエザメではないかと言われている。船の下へ入って船を支えていることがあり、首尾がつかめないほど巨大なものとされる。これが出たときにはカツオが大漁になると言われる。
フカヒレは最高級のものとされ、天頂翅と呼ばれ珍重される。先進国の中華料理店でフカヒレが好まれていることが、発展途上国の漁師によるサメ全体の乱獲に繋がっている。
肉が食されることは少ないが、味はあっさりしているという。

### 飼育下、ダイビング
ジンベエザメが世界で初めて飼育されたのは1934年、中之島水族館(現:三津シーパラダイス)である。伊豆の海に縄を張った生け簀で約4ヶ月間飼育された。また同館は同じ技法を用いて世界で初めてミンククジラの飼育にも成功した。
水族館内で飼育する試みは1980年に国営沖縄記念公園水族館によって始められ、水量約1,100tの開館当初世界最大の水槽であった「黒潮槽」で飼育されていた。
現在沖縄美ら海水族館では1995年初頭から「ジンタ」と名付けられたオスのジンベエザメが飼育されている。これはジンベエザメの長期飼育の世界最高記録である。沖縄海洋博公園に搬入された当時は全長4.7mほどの幼少個体だったが現在は全長8.8mほどあり、クラスパーを内転させる行動や射精等の行動が見られた為機能的に成熟していることが確認された。美ら海水族館の「黒潮の海水槽」は水量7,500t （深さ10m・幅35m・奥行き27m）と非常に大型でジンベエザメの繁殖を前提に作られており、同水槽に全長8.0mほどのメスの固体も飼育している為飼育下の繁殖を目指すと共に種の保安の為更なる研究に励むとしている。また同館はもう一尾個体を飼育展示していたがジンベエザメの繁殖のためのスペースを空けるため生け簀に移された
。
大阪の海遊館でも1990年から「太平洋水槽」(水量5,400t)にて複数個体の飼育展示、また海遊館海洋生物研究所 以布利センターでも「第一水槽」(水量1,600t)「第二水槽」(水量3,300t)で本館に搬入予定の複数の幼少個体の飼育を行っている。1990年当時、海遊館は世界最大級の水族館でありジンベエザメを飼育している施設は世界で海遊館だけで、ジンベエザメは当初から代々オスは「海くん」メスは「遊ちゃん」という愛称で親しまれている。
水槽の都合上ジンベエザメは一定の大きさへ成長すると入れ替えられており大きくなった個体は放流、そして新たな幼少個体を搬入する形でジンベエザメを長期飼育し続けている。これと同様の方法でいおワールドかごしま水族館は「黒潮大水槽」(水量1,500t)で2000年から、のとじま臨海公園水族館は新設された「ジンベエザメ館 青の世界」の「パノラマ水槽」(水量1,600t)で2010年からジンベエザメの幼少個体を飼育し続けている。海遊館ではおおよそ6m前後、いおワールドかごしま水族館では5.5m、のとじま臨海公園水族館では6m を超えた時点で放流される。
大阪の海遊館、いおワールドかごしま水族館、のとじま臨海公園水族館では放流される個体に小型の記録装置のタグを付けジンベエザメの位置情報や行動、水質や水温、水深などを追跡し生態解明の調査に役立てている。過去8回の調査で、水深1500メートルまで潜ることや、フィリピンまで泳ぐことなどが解明されている

。
過去には横浜・八景島シーパラダイスで複数展示、大分生態水族館 マリーンパレス(現:大分マリーンパレス水族館 うみたまご)、おたる水族館、海面の生け簀で下田海中水族館、あわしまマリンパーク、中之島水族館で飼育されていた。
大分生態水族館 マリーンパレスでは1995年、台湾で捕獲されたジンベエザメの母体から見つかった307尾もの稚魚の中の1尾の生き残りが搬入され世界初となる全長62cmの稚魚の段階から飼育を開始した。
このジンベエザメは3年間ほど飼育され最終的に衰弱死してしまったものの全長約3.7mまで成長したことから非常に成長速度が早い生物であることが解明された

。
海外ではジョージア水族館(アメリカ合衆国)で、台湾で捕獲されたジンベエザメを含め4尾の飼育が行われている。他に珠海長隆海洋王国(中国)でも複数個体の飼育を行っている。
スキューバダイビングの世界では「ダイバーの憧れ」とされる。モルディブ、ガラパゴス諸島、ココ島、および、スミラン諸島（en）などで目撃例が多い。回遊しているため、沖縄、四国、伊豆などでも稀に見られる。
セブ島のオスロブではシュノーケリングができるツアーが人気。
ニューギニア島北西部のチェンデラワシ湾では、地元の漁師がバガン船と呼ばれる伝統的な漁船を使い、ジンベエザメと遊泳するツアーを実施しているほか、研究者による調査に協力している。
沖縄本島読谷村沖の海中生簀内で飼育されている。生簀内外でのスキューバダイビングおよびスノーケリングが可能。

## 呼称
和名（標準和名）「ジンベエザメ」の体の背面は灰色で白色の斑点があり、その模様が着物の甚兵衛（じんべえ）・甚平に似ていることから名づけられたとされる。
日本各地の方言による呼称は「じんべえ（千葉）」、「えべすざめ（三埼）」、「さめ（高知）」（高知ではサメ類は原則「ふか」だが、この種のみ「さめ」と呼ばれる。）、「いびすさが」（茨城県）、「じんべ」（茨城県）、「えびすざめ」（千葉県、神奈川県、静岡県）、「じんべい」（福井県）、、「くじらぶか」（鹿児島県）、「みずさば」（沖縄県）などがある。
英名 whale sharkを始め、独名 Walhai （ヴァールハイ; Wal （鯨） + Hai （鮫））、フランス語 requin baleine （ルカン・バレーヌ; requin （鮫） + baleine （鯨））、イタリア語名 squalo balena （スクアーロ・バレーナ; squalo （鮫） + balena （鯨））、中国語名では「鯨鯊」など、多くの言語で「鯨鮫」を意味する名を持つ。台湾語名では、その肉の味から「豆腐鯊」の異名がある。
ベトナムではジンベエザメやクジラ類のことを cá ông （カー・オン）と呼んで古くから信仰対象としてきた。「魚」を意味する cá に「おじいさん」を意味する ông （漢語「翁」に由来し、年長男性への尊称としても使われる）を修飾語として添えており、言わば「Sir fish」「魚じい」とでもいうべき語感のある言葉である。

### ちなんだ名称
- 海上保安庁の無人測量船「じんべい」
- 海洋研究開発機構の深海探査機「じんべい」
- FC琉球マスコットキャラクター「ジンベーニョ」 また、キャラクターとしてのモチーフにもなっている。

## DNA情報についての研究
アメリカのジョージア水族館とエモリー大学の共同チームが全遺伝情報（ゲノム）の解読に着手したが、高質のDNA塩基配列情報に仕上がったとは言えなかった。そこで、理化学研究所を中心として構成された、沖縄美ら海水族館や海遊館を含む国内の共同研究チームがこれを改善し、2018年に報告した。この解析の結果、ジンベエザメのゲノムDNA量は、ゲノムサイズが大きめとされるサメ類の中では比較的ヒトに近い、約37.5億塩基（一細胞内の一倍体ゲノムあたり）であることが示された。